# Враницкий, Пауль
Поль (Павел) Врани́цкий (нем. Paul Wranitzky; 30 декабря 1756, Нова-Ржише, Моравия, — 26 сентября 1808, Вена, Австрия) — чешский композитор, дирижёр, скрипач и общественный деятель Вены, брат Антона Враницкого.

## Жизнь
Поль Враницкий родился в Нова-Ржише (Моравия) в среднестатистической семье, его отец был владельцем гостиницы. Вместе со своим братом Антоном Враницким (1761—1820) учился в гимназии при Премонстратовском монастыре; здесь же братья получили первые уроки музыки. Затем они продолжили своё обучение в городе Йиглава.
Поль учился играть на органе, скрипке, альте, а также обладал неплохими вокальными данными. В 1771 он прибывает в Оломоуц для изучения теологии, которой заинтересовался, прибывая ещё в Йиглаве. От музыки он не отказывается, а наоборот — именно в этот период времени он демонстрирует себя в качестве виртуозного скрипача. В 1776 году, в возрасте 20 лет он переезжает в Вену для продолжения изучения теологии, а также устраивается на работу кантором в местной церкви. Он продолжил своё музыкальное обучение у Йозефа Мартина Крауса (Капельмейстер, учитель музыки при дворе Густава III, шведского короля). Возможно, брал уроки у Гайдна, но этому нет точного подтверждения.
Весной 1784 года Враницкий получает первое место работы в качестве придворного музыканта. Он начал служить музыкальным директором в имении Галанта, при дворе Йоханна Баптиста Эстергази. Тут у него состоялась встреча с Йозефом Гайдном, который тогда служил при дворе Принца Николая Эстергази в Айзенштадте (имение Галанта находилось неподалёку от главного дома поместья Айзенштадта).
В октябре 1785 был назначен директором в новый Кернтнертор (Kärntnertortheater) оркестр, в котором проработал до 1787, затем присоединился к оркестру Бургтеатра (Burgtheater) и работал там примерно до 1792-93 годов. . В 1786 году он начал писать симфонии; ему заказали написать симфонию по случаю коронации Франца II в 1792. Он также сочинил несколько симфоний для второй жены Франца II — Марии Терезии (1772—1801).Императрица Мария Терезия признала его своим любимым композитором. Это дало возможность Полю писать симфонии по заказу королевских особ для их мерроприятий. В 1790 году Враницкий дирижировал гала-концерт с его зингшпилем «Оберон» во время коронационных торжеств, посвященных Леопольду II во Франкфурте.
Он продолжил блистать в Вене, в городских театрах, музыкальных сообществах даже после смерти его королевских покровителей. Он был секретарем знаменитого Тонкюнстлероркестра (Tonkünstler-Sozietät), общества музыкантов. Именно он урегулировал множественные конфликты с персонами. Одной из таких персон явился Й. Гайдн. Также Враницкий был членом известного масонского общества «Zur gekrönten Hoffnung» как и Моцарт, и после смерти Моцарта выступил в качестве юридического посредника Констанции, вдовы Моцарта, в переговорах с издательством Андре. В 1808 году он умер, как показывают медицинские записи, от брюшного тифа. Его популярность стремительно упала после его смерти. Взамен него в театрах стал работать его младший брат Антон.

## Симфонист
Враницкий написал 51 симфонию, в большинстве которых 4 части, соответствующие классическим стандартам.
К тому времени, когда его первые симфонии дебютировали, жанр был настолько распространен, что симфонии украшали почти каждую программу музыкальных событий. Во время Великого поста, когда театры были закрыты, так называемые «академии» — музыкальные сообщества предлагали музыкантам (а часто и священниками) работу в оркестре вместо опер и выступлений. «Тонкюнстлероркестр» (Tonkünstler-Sozietät) был одной из такой академией, в которой состоял Враницкий. На таких концертах главенствующим жанром была симфония, поэтому Враницкий сочинил множество симфоний.
Вена имела множество музыкальных покровителей. Богатая, любящая музыку знать, тратила огромные суммы на музыку, либо покупала лучшие места в театрах (цены на билеты были завышены), либо знатные персоны становились покровителями. В Вене это были : посол России в Вене 1762—1792 князь Дмитрий Голицын (Галицын) и барон Готфрид ван Свейтен, которые спонсировали музыкальные вечера в их резиденциях. Именно любовь к музыке этих персон являлось вдохновением для многих великих произведений. Их оркестры имели такой уровень игры, равносильный с современным оркестром студентов консерватории.
Городские оркестры имели более качественную игру в сравнении с другими оркестрами. По словам иностранного посетителя:
«Многие знатные дома имеют свои собственный состав музыкантов, а все публичные концерты говорят о высоком уровне музыкальности тут… Я слышал, как 30 или 40 инструментов играли в унисон, все они играли чисто и точно, можно подумать, что звучит один сверхъестественно-мощный инструмент. Единый взмах смычка, вдохновленных скрипок, одно дыхание всех духовых инструментов.»
Оркестр, который описан выше, очень похож на оркестр Бургтеатра (Burgtheater), которым управлял Враницкий (1787 −1808). Ансамбль Бургтеатра (Burgtheater) считался одним из лучших в городе. В середине 1780-х годов оркестр состоял примерно 35 музыкантов: 12 скрипок (6 первых, 6 вторых), 5 альтов, 3 виолончели и 4 контрабаса. Остальные места были заняты попарно духовыми: гобои, кларнеты, фаготы, трубы и валторны. Литавры и другие инструменты были либо имитированы в оркесте, либо приглашались по мере необходимости. Предполагается, что многие симфонии Враницкого были сыграны именно этим оркестром.
Помимо Буртеатроркестра, существовал ещё один огромнейший оркестр — Тонкюнстлероркестр (Tonkünstler-Sozietät), дававший два раза в год концерт, состоявший из 150 музыкантов. Враницкий состоял официально в этом обществе Tonkünstler-Sozietät, которое имело множество его симфоний, включая номера премьер, которые игрались в этих концертах, а также концертах для сирот погибших музыкантов.
После короткого, двухгодового правления Леопольда II, Враницкий получил коллосальный стаж на вершине музыкальных кругов Венского общества. С вступлением на престол Франца II как императора, а Марии Терезии, как императрицы карьера Враницкого завоевала новые высоты. Оба правителя были чрезвычайно музыкально одарены, потому они не жалели денег на их музыкальные вечера, но именно Мария Терезия взяла шествование над музыкальными делами. Враницкий был фаворитом императрицы, которая владела огромной коллекцией его музыки, включая и нумерованные симфонии. Она содержала кружок профессиональных музыкантов и виртуозов, которые могли предоставить ей с развлекательной программой, играя симфонии, концерты и множество вокальной музыки из духовного или оперного репертуара.
Количество человек в этом оркестре осталось неясным. Можно предположить сколько их было по архивным записям отдельных групп оркестра. Почти во всех произведениях: по две-три партии первых и вторых скрипок, один-два альта, от одной до трех партий контрабаса. Индивидуальные партии состоят из духовых, то есть первая и вторая волторна и т. д. Если предположить, что оркестр имел попарный состав, то это примерно 16 — 22 человека в оркестре, а это считался довольно-таки большой состав для камерных концертов. Духовые добавлялись по мере надобности, несмотря на то, что гобои, волторны, флейты, кларнеты и фаготы, а также трубы и литавры звались так часто, что их считали основным составом этого оркестра.
По случаю также звали редкие, экзотические инструменты, в том числе и ударные. Враницкий был очень привередливым в написании симфоний; это особенно сказывалось на его программной и театральной работах. В его симфонии ре минор « La Tempesta» часто используются острые диссонансы, а также бас барабан, чтобы лучше описать картину шторма. В его духовной мелодраме «Макбет» он использовал шампура для мяса в качестве ударного инструмента.
Его дружеские отношения с Гайдном запечатлены в письме к Джону Бланду (12.12.1790) и в письмах Гайдна Враницкому (3.09.1800). Бетховенское отношение к братьями Враницким показаны в мемуарах Черни. Гайдн и Бетховен предпочитали отдавать дирижировать свои произведения именно ему. Гайдн настоял на том, чтобы премьеру Сотворения продирижировал именно он (1799, 1800), а по просьбе Бетховена, Враницкий продирижировал премьеру Первой симфонии (2.04.1800).
Публичное исполнение его большой симфонии " caractéristique pour la paix avec la République françoise "оп. 31 было запрещено царской резолюцией (20.12.1797), так как было сочтено, что название произведения слишком провокационно. Как и «Героическая» Бетховена, эта симфония содержит похоронный марш в медленной части, названная «Судьба и смерть Людовика XVI».
Музыка Враницкого была быстро забыта после его смерти, как отметил Фетис:
« Музыка Враницкого была популярна, потому что она была новой из-за его природных мелодий и великолепного стиля. Он обогатил оркестр, особенно в симфониях. Я помню, что его произведения развивались быстрее, чем у Гайдна. Их забытость вызвало у меня большое чувство удивления.»

## Творчество
Враницкий также опубликовал 56 струнных квартетов, преимущественно в трехчастной форме. В этих произведениях Поль исследовал складывающийся романтический стиль с его смелой гармонией, театральными жестами и виртуозной игрой. Враницкий также известен своей самой длинной из сохранившихся произведений, его первым зингшпилем Оберон. Успех этой постановки в Вене вдохновил Шикандера начать Волшебную флейту для Моцарта, в которой можно найти явные сходства с зингшпилем Враницкого. Гёте считал Враницкого самым подходящим композитором для его «Zauberflöte zweiter Teil» и хотел с ним сотрудничать (письма 1796). «Оберон» затмила только одноимённая опера Вебера в 1826 году. Ещё более популярными были балеты Враницкого, особенно «Das Waldmädchen» («Лесная девушка»). На тему русского танца из этого балета Бетховен написал 12 вариаций для фортепиано, (WoO 71).

## Творческое наследие
Симфонии:
опубликованные:
| Symphony in C 'Joy of the Hungarian people', op 2 |
| Symphony in C minor, op 11 no 1                   |
| Symphony in F, op 11 no 2                         |
| Symphony in A, op 11 no 3                         |
| Symphony in C, op 16 no 1                         |
| Symphony in A, op 16 no 2                         |
| Symphony in D, op 16 no 3                         |
| Symphony in C, op 17                              |
| Symphony in Bb, op 18                             |
| Symphony in C 'Coronation', op 19                 |
| Symphony in D 'La Chasse', op 25                  |
| Symphony in C minor 'La Paix', op 31              |
| Symphony in Bb, op 33 no 1                        |
| Symphony in C, op 33 no 2                         |
| Symphony in F, op 33 no 3                         |
| Symphony in C, op 35 no 1                         |
| Symphony in G, op 35 no 2                         |
| Symphony in Eb, op 35 no 3                        |
| Symphony in D, op 36                              |
| Symphony in D, op 37                              |
| Symphony in G, op 50                              |
| Symphony in A, op 51                              |
| Symphony in D, op 52                              |

неопубликованные:
| Symphony in D с детскими игрушками                        |
| Symphony in D с эхо                                       |
| Symphony in D 'Sinfonia Quodlibet'                        |
| Symphony in D minor 'La Tempesta'                         |
| Symphony in Eb 'Jagd-Sinfonie'                            |
| Symphony in G minor Со штормом, охотой и соло фортепиано. |

Оперы и зингшпили:
| Oberon, König der Elfen                                   | 1789  |
| Der dreifache Liebhaber (lost)                            | 1791  |
| Walmir und Gertraud oder Man kann es ja probieren (lost)  | ?1791 |
| Merkur der Heiratsstifter oder Der Geiz im Geldkasten     | 1793  |
| Die Poststation oder Die unerwartete Zusammenkunft        | 1793  |
| Das Fest der Lazzaroni                                    | 1794  |
| Das Maroccanische Reich oder Die unterirdischen Schätze   | 1794  |
| Die Gute Mutter                                           | 1795  |
| Der Schreiner                                             | 1799  |
| Das Mitgefühl (Liederspiel)                               | 1804  |
| Die drei Bucklingen (lost)                                | 1808  |
| Medea (Melodrama, Parody of Georg Benda: Medea und Jason) | ~1796 |
| Macbeth (Parody)                                          |       |

Балеты:
| Die Weinlese                                                                                | 1794 |
| Zephir und Flora                                                                            | 1795 |
| Das Waldmädchen                                                                             | 1796 |
| Die Luftfahrer (lost)                                                                       | 1797 |
| Cyrus und Tomyris (lost)                                                                    | 1797 |
| Zemire und Azor (lost)                                                                      | 1799 |
| Die Waise der Höhle oder Der Zauber der beiden Bildnisse (Collaboration with Thadäus Weigl) | 1800 |
| Das Urtheil des Paris                                                                       | 1801 |
| Der Raub der Sabinerinnen (L’enlèvement des Sabines) (lost)                                 | 1804 |
| Zufriedenheit mehr als Reichtum oder Der Tyroler Jahrmarkt (Collaboration with Weigl et al) | 1805 |
| Zelina und Gorano oder Die Morlaken-Hochzeit (lost)                                         | 1806 |
| Die Rache der Diana (lost)                                                                  | 1807 |
| Die geraubte und wiedereroberte Braut                                                       |      |
| Das listige Bauernmädchen                                                                   |      |
| L’Amore Paterno                                                                             |      |

Инструментальная музыка:
- 24 струнных квинтетов;
- 51 опубликованных струнных квартетов + 6 неопубликованных;
- 24 струнных трио;
- 3 сонаты для альта и скрипки;
- 3 сонаты для фортепиано op.22;
- 10 квинтетов для духовых;
- 9 квартетов для духовых;
- 7 трио для духовых;
- октет для духовых;
- 15 флейтовых дуэтов;
- 6 дуэтом для гобоя и виолончелей.
- 6 трио для фортепиано;
- 3 квартета для фортепиано.

Концерты:
- 4 Концерта для скрипки с оркестром;
- Концерт для флейты op24;
- Концерт для виолончели op27;
- Концерт для гобоя.

А также вокальные произведения:
- 13 дуэтов;
- 40 терцетов;
- 37 квартетов;
- 109 канонов.